# Itame cineraria
Itame cineraria là một loài bướm đêm trong họ Geometridae.